# Carlo Evasio Soliva
Carlo Evasio Soliva (Casale Monferrato, 27 novembre 1791 – Parigi, 20 dicembre 1853) è stato un compositore e musicista svizzero-italiano.

## Biografia
Figlio di Giovanni, caffettiere originario di Semione, e di Lucia Cima, di Olivone. Si diplomò in pianoforte e composizione al Conservatorio di Milano (1815), dove fu allievo di Bonifazio Asioli e Vincenzo Federici. Nel 1816 esordì al Teatro alla Scala con il melodramma eroicomico in due atti La testa di bronzo, su libretto di Felice Romani diretta da Vincenzo Lavigna con Claudio Bonoldi e Filippo Galli (basso), che ebbe 47 repliche e fu ammirato da Stendhal. 
Stendhal elogiò la «vita drammatica» dell'opera, cui riconosceva scarsa virtù di canto, ma abilità nei pezzi d'insieme e nei recitativi: «La sua opera è la più ferma, la più infiammata, la più drammatica che io abbia mai sentito. Non c'è un momento di languore». Stilisticamente La testa di bronzo denota reminiscenze mozartiane nella caratterizzazione musicale dei personaggi, una maturazione orchestrale derivata dalle esperienze di Cherubini e Mayr, la vivacità scenica del giovane Rossini.
Le opere successive di Soliva (Berenice d'Armenia del 1816 per il libretto di Jacopo Ferretti con Teresa Belloc-Giorgi, Giovanni Battista Velluti e Claudio Bonoldi al Teatro Regio di Torino, La zingara dell'Asturia, 1817 con Francesca Maffei Festa alla Scala; Giulia e Sesto Pompeo, 1818 alla Scala; Elena e Malvina, 1824 con Giovanni Battista Verger, la Belloc-Giorgi e la Festa alla Scala) riscontrano invece un successo tiepido, e, pur incapaci di tenere testa all'imperante stile rossiniano, manifestano già l'avanzamento verso una sensibilità preromantica. Abbandonata, quasi certamente per motivi politici, Milano, città in cui incontrò fra gli altri Giacomo Ciani, più tardi padrino del figlio Napoleone, nel 1821 fu maestro di canto a Varsavia, dove conobbe Fryderyk Chopin; l'11 ottobre 1830 diresse al Teatro Nazionale di Varsavia la prima del Concerto n. 1 con il compositore al pianoforte.
Nel 1820 aveva pubblicato un Grand Trio concertant pour piano, harpe ou deux pianos & alto (Milano, Artaria), dedicato a Ludwig van Beethoven, che ringraziò con lettera del 9 febbraio 1821 (Soliva rispose con deferenza il 1° marzo). Tre anni più tardi Soliva, reduce dal primo soggiorno in Polonia e in viaggio per Milano, incontrò Beethoven a Vienna. La sua voce è registrata nei quaderni di conversazione beethoveniani; il 9 giugno 1824 avrebbe detto: «Aujourd’hui nous n’avons que de Cabalettes. On n’entend plus un Morceau de déclamation [...] La masse du public est partout presque la même. Il y a très peu de vrais conaisseurs» (Konversationshefte, 1974, pp. 261 s.). Beethoven gli dedicò una piccola composizione, il canone Te solo adoro WoO 186 (su parole dalla metastasiana Betulia liberata); nell’autografo, custodito nel Museo nazionale di Cracovia, si legge: «Canone a due voci, scritto al 2do junio 1824 per il Signore Soliva come sovvenire dal suo amico Luigi van Beethoven».
Nel 1832 assunse diversi incarichi musicali alla corte di San Pietroburgo. Lasciata la Russia nel 1841, soggiornò nel 1843 a Semione nella casa paterna. Dal 1844 risiedette a Parigi, dove diede lezioni di canto e compose musica vocale e strumentale da camera. A Parigi conobbe George Sand e nella stessa città si spense all'età di 62 anni. Al pari di Chopin, è sepolto nel cimitero di Père-Lachaise di fronte a quella che era la tomba di Vincenzo Bellini.
Compose cinque opere liriche, molta musica sacra (Te Deum, Salve Regina, Pater Noster, Veni Creator Spiritus, etc.) e musica da camera.
Sonetto di George Sand dedicato alla memoria di Carlo Soliva (da "Dictionnaire biographique des musiciens polonais", 1857, pg 507):
Du beau dans tous les arts, disciple intelligent,
Tu possédas longtemps la science profonde
Que n'encourage point la vanité d'un monde
Insensible ou rebelle au modest talent.
Dans le style sacré, dans le style élégant,
Sur le divin Mozart ta puissance se fonde,
Puis dans Cimarosa ton âme se féconde
Et de Paesiello tu sors jeune et vivant.
Si dans ce peu de mots je ne puis de la vie
Résumer de travaux la force et le génie,
Laissons dire le reste aux pleurs de l'amitié.

## Opere liriche
- 1816 - La testa di bronzo
- 1817 - La Zingara delle Asturie
- 1817 - Berenice d'Armenia
- 1818 - Giulia e Sesto Pompeo
- 1824 - Elena e Malvina